# Zhao Mengfu
Zhao Mengfu 
(traditioneel Chinees: 趙孟頫; 1254–1322) was een Chinees kunstschilder, kalligraaf en literator uit de late Song en de Yuan-periode. Zijn omgangsnaam was Zi'ang (子昂) en zijn artistieke namen Songxue (松雪, 'Dennensneeuw'),  Oubo (鸥波, 'Meeuwengolven') en Shuijing-gong Dao-ren (水精宫道人, 'Taoïst van het Kristallen Paleis').

## Biografie

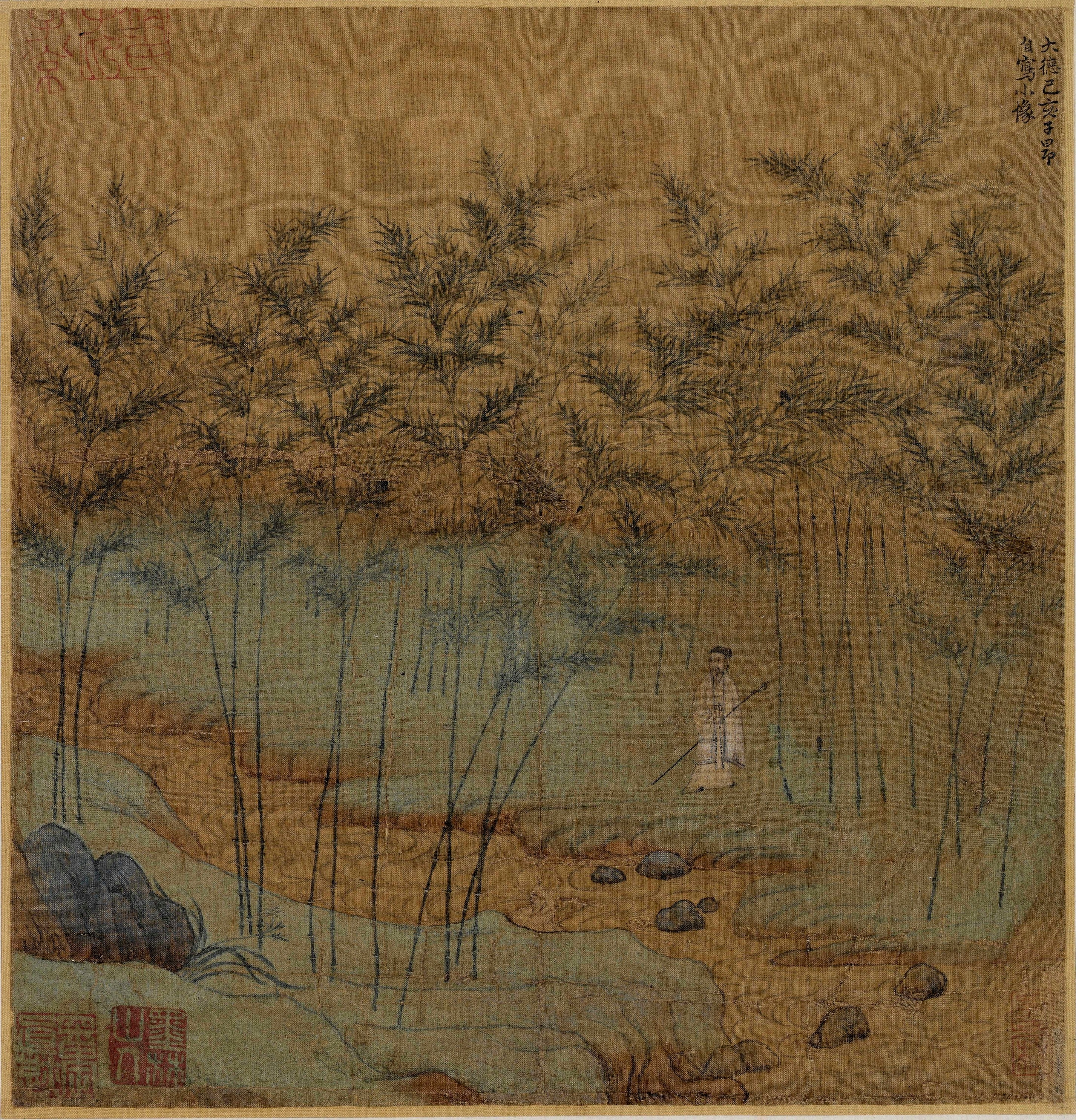
Zelfportret uit 1299

Zhao Mengfu was een inwoner van Wuxing, het huidige Huzhou in de provincie Zhejiang. Hij behoorde tot het Huis Zhao, de keizerlijke familie van de Song-dynastie. Desondanks werd hij in 1286 aanbevolen aan Koeblai Khan, de eerste keizer van de Yuan-dynastie. Zhao speelde een kleine rol aan het keizerlijke hof in de Yuan-hoofdstad in Dadu, tot hij werd ontdekt door Buyantu Khan. Later kreeg Zhao een voorname positie aan de Hanlin-academie.

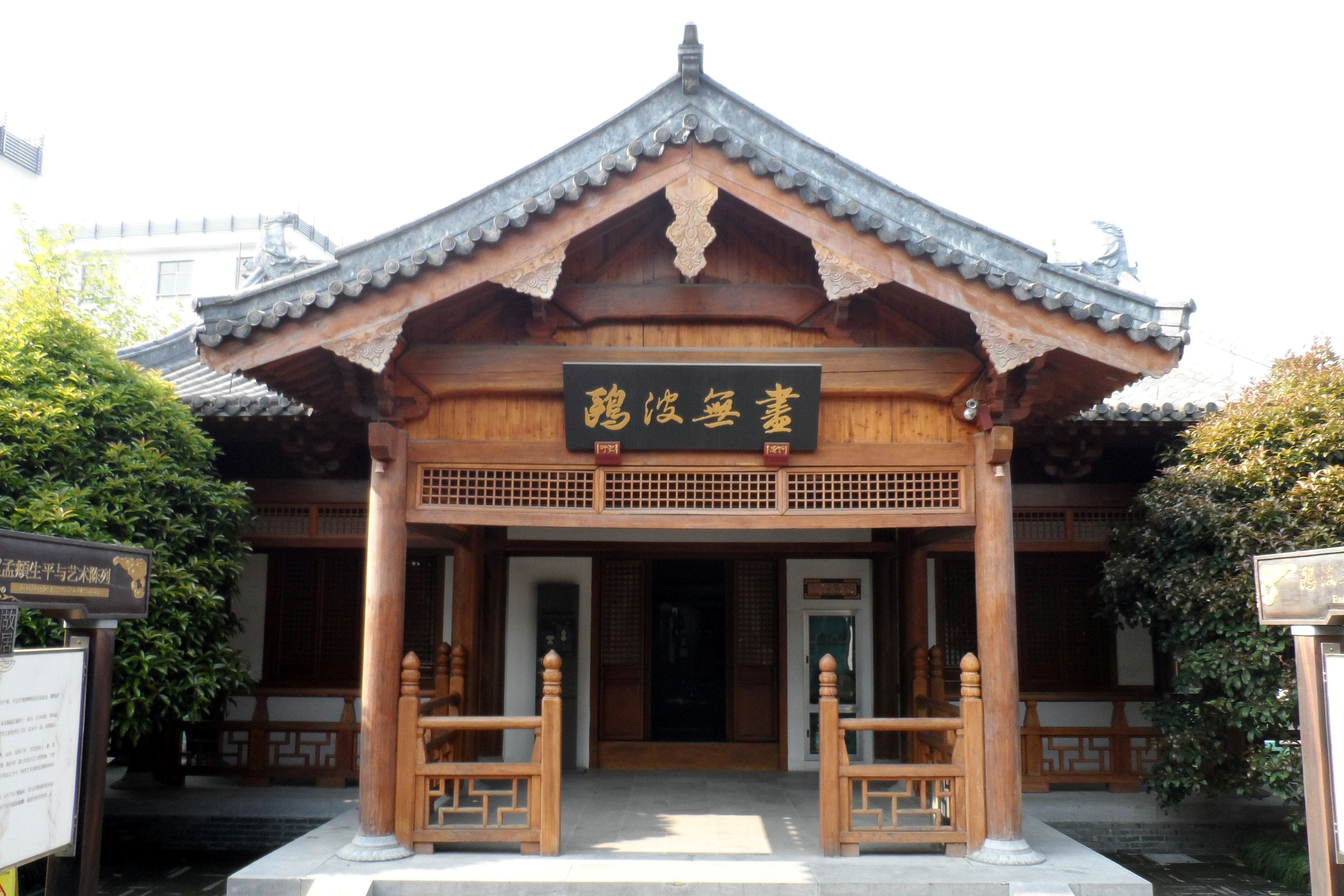
De woning van Zhao en Guan in Huzhou is tegenwoordig ingericht als museum

Nadat Zhao's eerste vrouw stierf, hertrouwde Zhao in 1286 met dichteres, kalligraaf en kunstschilder Guan Daosheng (1262–1319). Zij kregen twee zonen en twee dochters, die samen opgroeiden met de zoon en vier dochters uit Zhao's vorige huwelijk. De jongste zoon, Zhao Yong (1289–1360) werd later ook een bekende kunstschilder.
Zhao en Guan brachten veel tijd samen door en maakten lange reizen door China. Nadat Guan in 1319 stierf, hertrouwde Zhao niet. Naar verluidt maakte hij in deze periode voornamelijk bamboeschilderingen, Guans favoriete schildersmotief. Zhao stierf drie jaar later, in 1322. Het gerestaureerde woonhuis van het echtpaar in Huzhou is tegenwoordig opengesteld voor publiek.

## Werken
Na de machtsovername van de Mongoolse Yuan-dynastie werd het Chinees examenstelsel opgeheven. De traditionele kunsten waren daardoor niet langer aan conventies gebonden. Zhao Mengfu stelde persoonlijke expressie boven perfectie en werd zo een belangrijke voortrekker van de belangeloze literati-schilderkunst. Hij wordt beschouwd als de voornaamste kalligraaf en kunstschilder van zijn tijd. Zijn werk had een belangrijke invloed op zijn leerlingen Sheng Mao en Chen Lin, en latere meesters als Wen Zhengming (1470–1559) en Dong Qichang (1555–1636).

### Kalligrafie
In zijn beginperiode bestudeerde Zhao de kalligrafiestijl van keizer Song Gaozong (1107–1187). Later zette Zhao zich af tegen de in zijn tijd populaire stijl van fijne penseelstreken en ontwikkelde hij een ruwer schrift. Hiervoor maakte Zhao een studie van het werk van oude meesters, eerst van Wang Xizhi (303–361) en Wang Xianzhi (344–386) uit de Jin-periode, en later die van de Tang-meester Li Yong (?–838). Zijn kaisho-schift (regelmatig schrift) wordt tegenwoordig gerekend tot de top vier in de Chinese geschiedenis.

### Schilderkunst
Ook Zhao's schilderkunst weerspiegelt de ruwere stijl van de Tang-periode. Hij was een van de eerste kunstschilders sinds de val van de Song-dynastie die teruggrepen naar het werk van oude meesters. Terwijl de meeste literati verfijnde, naturalistische schilderijen maakten, gebruikte Zhao opzettelijk vereenvoudigde kleuren en composities en gaf hij vorm en schaal op een schematische, haast naïeve wijze weer. Veel van zijn werken vertonen uiteenlopende stijlen van penseelstreken.
Zhao staat met name bekend om zijn afbeeldingen van paarden in de stijl van Han Gan (ca. 715–781). Hij maakte echter ook een groot aantal bamboeschilderingen, vogel- en bloemschilderingen en landschappen. Zijn shan shui-landschappen waren vernieuwend in de wijze van opbouw. Traditioneel bestond een dergelijk werk in een voorgrond, een middenpartij en een achtergrond. Zhao bracht echter een groot aantal hoogteverschillen aan in het middenstuk, zodat zijn werk extra diepte kreeg.

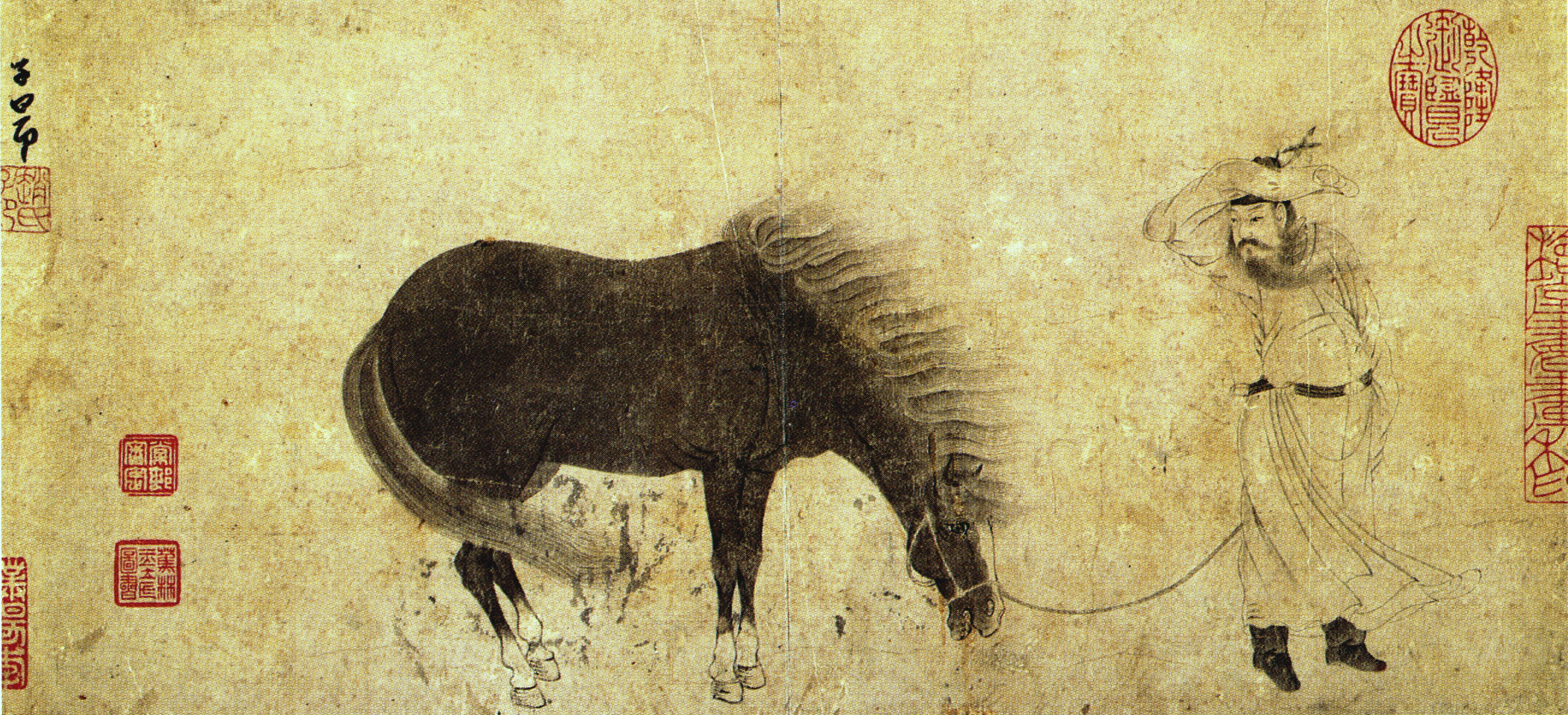
Een man en zijn paard in de wind
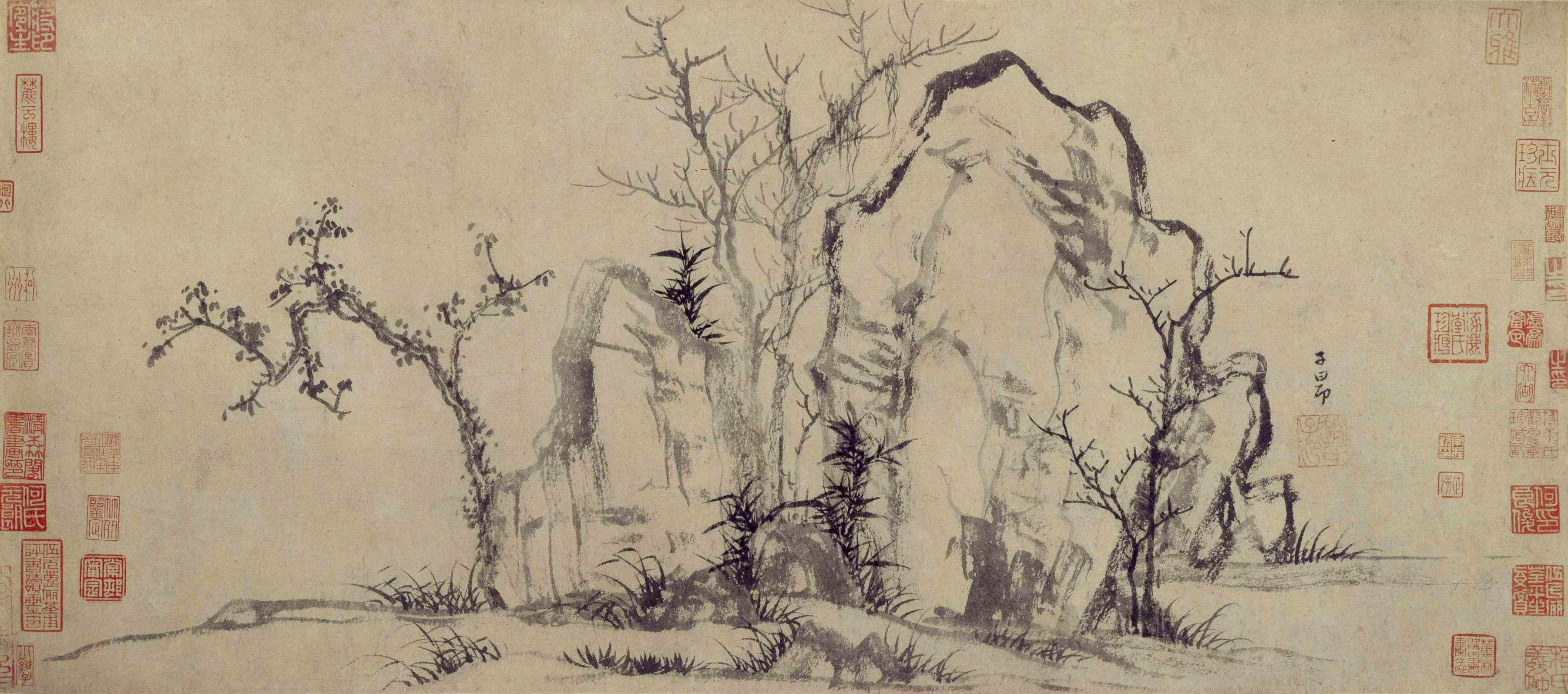
Elegante stenen en spaarzame bomen

## Trivia
- Een krater op Mercurius met een diameter van 167 kilometer is vernoemd naar Zhao Mengfu ('Chao Meng-Fu').[7]

- Bibliothèque nationale de France: cb16570764g (data)
- CiNii: DA03324814
- Gemeinsame Normdatei: 13588960X
- International Standard Name Identifier: 0000 0000 8050 1999
- Library of Congress Control Number: n80125431
- Bibliotheek van het Japanse parlement: 00256910
- Nationale bibliotheek van Australië: 36730921
- Nationale Bibliotheek van Israël: 987007436551305171
- Nationale Bibliotheek van Polen: a0000003119099
- Nederlandse Thesaurus van Auteursnamen: 073776017
- RKD-Nederlands Instituut voor Kunstgeschiedenis: 442686
- Istituto Centrale per il Catalogo Unico: TO0V425859
- LIBRIS: 301089
- Système universitaire de documentation: 161513166
- Trove: 1438772
- Union List of Artist Names: 500121418
- Virtual International Authority File: 50532127
- WorldCat: E39PBJkp74JvfcPPkc9xdKpdcP